# 久特洛古乡
久特洛古乡，是中华人民共和国四川省凉山彝族自治州昭觉县曾经下辖的一个乡。2021年1月12日，撤销久特洛古乡，其所属行政区域为谷曲镇的行政区域。

## 行政区划
久特洛古乡撤销前下辖以下地区：
洛古村、体岳儿哄村、体口以洛村和阿尼洛哈村。